# 格林鎮區 (密蘇里州諾德韋縣)
格林鎮區（英語：Green Township）是位於美國密蘇里州諾德韋縣的一個行政鎮區。

## 地方資料
格林鎮區的面積為174.38平方千米，當中陸地面積為173.96平方千米，而水域面積為0.41平方千米。根據2020年美國人口普查的數據，當地共有人口246人，而人口密度為每平方千米1.41人。